# São Luís, Maranhão
São Luís (phát âm tiếng Bồ Đào Nha: [sɐ̃w luˈis], Saint Louis) là thành phố thủ phủ bang Maranhão, Brasil. Đây là thành phố thủ phủ bang. Dân số năm 2010 là 1.011.943 người, là thành phố lớn thứ 15 của Brasil. Thành phố có diện tích  km². Thành phố nằm trên đảo São Luís trong vịnh São Marcos trong Đại Tây Dương.